# Toolik Lake
Der Toolik Lake ist ein 1,45 km² großer See in der North Slope im Norden von Alaska.

## Lage
Der Toolik Lake ist Teil einer Seengruppe am südlichen Rand der Küstenebene etwa 17 km nördlich der Brookskette. Nördlich vom See erheben sich noch einzelne Vorberge der Brookskette. Der Toolik Lake hat einen Abfluss am Nordufer, der dem Kuparuk River zufließt. Vom Dalton Highway führt eine 1,3 km lange Stichstraße zum See. Beim Rückzug der Gletscher am Ende der letzten Kaltzeit entstand eine Senke, die sich mit Wasser füllte, der heutige Toolik Lake.

## Namensgebung
Der Seename "toolik" stammt aus der Sprache der Eskimo und bezeichnet den Eistaucher und den Gelbschnabeltaucher.

## Seefauna
Im Toolik Lake kommen Arktische Äsche, Amerikanischer Seesaibling, Prosopium cylindraceum (round whitefish), Quappe und Cottus cognatus (slimy sculpin) vor.

## Toolik Field Station
Am östlichen Seeufer befindet sich die „Toolik Field Station“, eine von nur drei Forschungsstationen in der Arktis.